# سفارت جمهوری چک در واشینگتن
سفارت جمهوری چک در واشینگتن (به انگلیسی: Embassy of the Czech Republic) یک سفارت در ایالات متحده آمریکا است که در واشینگتن، دی.سی. واقع شده‌است.